# Mníšek pod Brdy (zámek)
Mníšek pod Brdy je hrad přestavěný na zámek ve stejnojmenném městě v okrese Praha-západ. Je chráněn jako kulturní památka. Zámek je ve vlastnictví státu (správu zajišťuje Národní památkový ústav) a je přístupný veřejnosti.

## Historie
První zmínka o hradu v Mníšku pod Brdy pochází z roku 1355 a nachází v nevydaném zákoníku císaře Karla IV. Majestas Carolina. Archeologické nálezy však dokládají jeho existenci již na konci 13. či počátku 14. století. Tehdy pravděpodobně šlo o malý hrádek, který od zbytku města odděloval příkop s hradbou. V roce 1487 jej získali Vratislavové z Mitrovic, v jejichž majetku a správě byl po celé 16. století. Nejstarší vyobrazení zámku pochází z roku 1622. V roce 1639 jej vyplenila švédská vojska generála Banéra a následně stavba zchátrala.
V roce 1655 ji od Mitroviců odkoupil zbohatlík a dobrodruh Servác Engel z Engelsflussu, který ji v letech 1656–1672 přestavěl; z barokní tvrze se stala aristokratická rezidence. Ve druhé polovině 18. století za Unwerthů prošel řadou drobných úprav. Po smrti Ignáce Umwertha jej získali Pachtové z Rájova, pro rodinné spory jej ovšem až do roku 1838 spravovali úředníci zemských desk. V roce 1848 navíc vyhořel. V roce 1909 zámek získal Theodorich Kast z Ebelsbergu, který jej v letech 1910–1911 zrekonstruoval. Po první světové válce uvalilo ministerstvo zemědělství na panství Theodora Kasta nucenou správu a správcem byl jmenován Antonín Komperec.
V roce 1945 byl zámek vypleněn a následně i zkonfiskován a o rok později se dostal do správy ministerstva vnitra. Tomu sloužil k ukládání významných a politicky citlivých archivních fondů. V roce 2000 došlo k jeho vyklizení a postoupení Národnímu památkovému ústavu, který jej postupně obnovoval. Rozsáhlá rekonstrukce, trvající do roku 2006 – kdy se areál otevřel veřejnosti – stála více než 100 miliónů korun.
V roce 2018 kastelánka Jana Digrinová oznámila, že zámek zpřístupní vyhlídku v půdních prostorách hodinové věže. Nabídne, kromě výhledu na celou kotlinu Bojovského potoka či náměstí, také prohlídku části hodinového stroje.
| Rok  | Počet návštěvníků |
| ---- | ----------------- |
| 2015 | 55 053            |
| 2016 | 54 506            |
| 2017 | 38 837            |
| 2018 | 56 951            |

## Stavební podoba
Jednalo se o menší královský hrad, který byl později označován také jako tvrz. Vymezovala ho obvodová hradba, která obklopovala prostor s přibližným půdorysem kapky, jejíž vrchol se nacházel v prostoru jihozápadního nároží zámku. Opevněná plocha byla výrazně menší než je rozsah dochovaného zámku. Součástí hradu bývala nejméně jedna věž doložená písemnými prameny a zbořená roku 1425. Z vnitřní zástavby zachytil malý archeologický výzkum jen ve skále vytesaný objekt v jihovýchodním cípu nároží. Ze středověku mohou pocházet také výstupky ve fasádě severního křídla.

## Ve filmu
V areálu zámku se natáčely následující filmy a pohádky:
- Tajemství staré bambitky 2 (2022, režie Ivo Machráček)

## Přístup
Okolo zámku vede trasa Naučné stezky Mníšek pod Brdy.

## Galerie

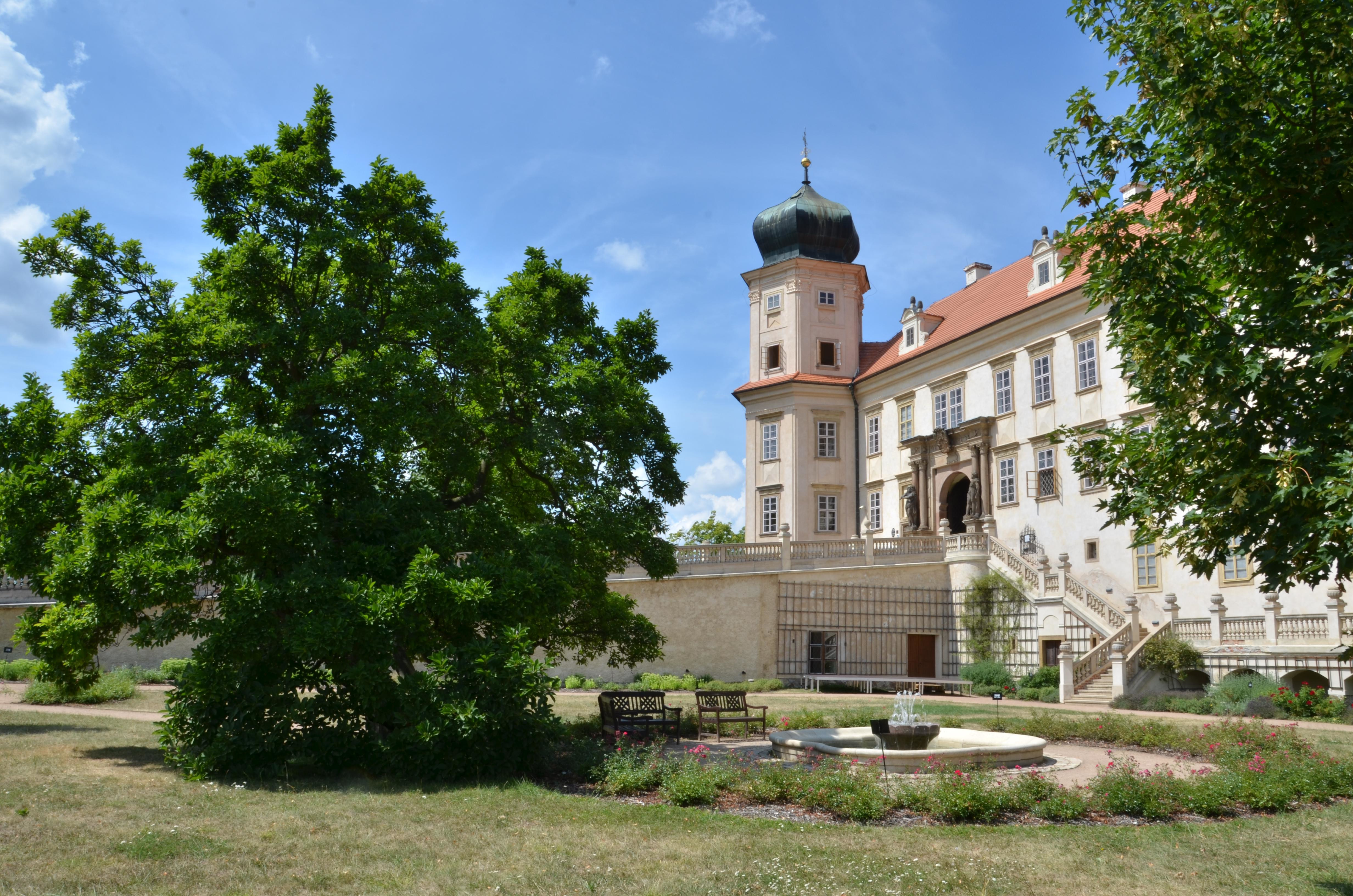
Zámecká zahrada
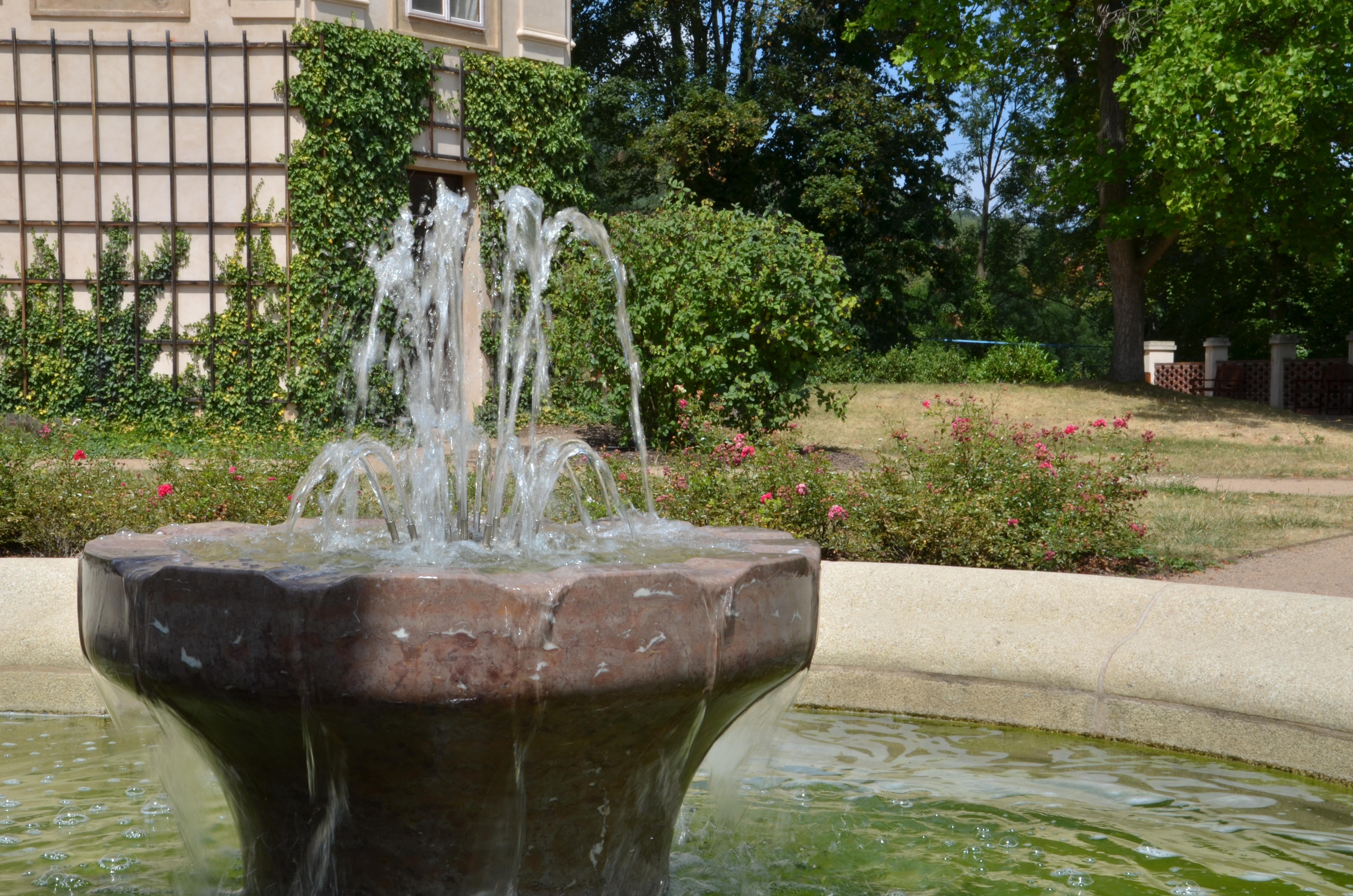
Fontána v zámecké zahradě
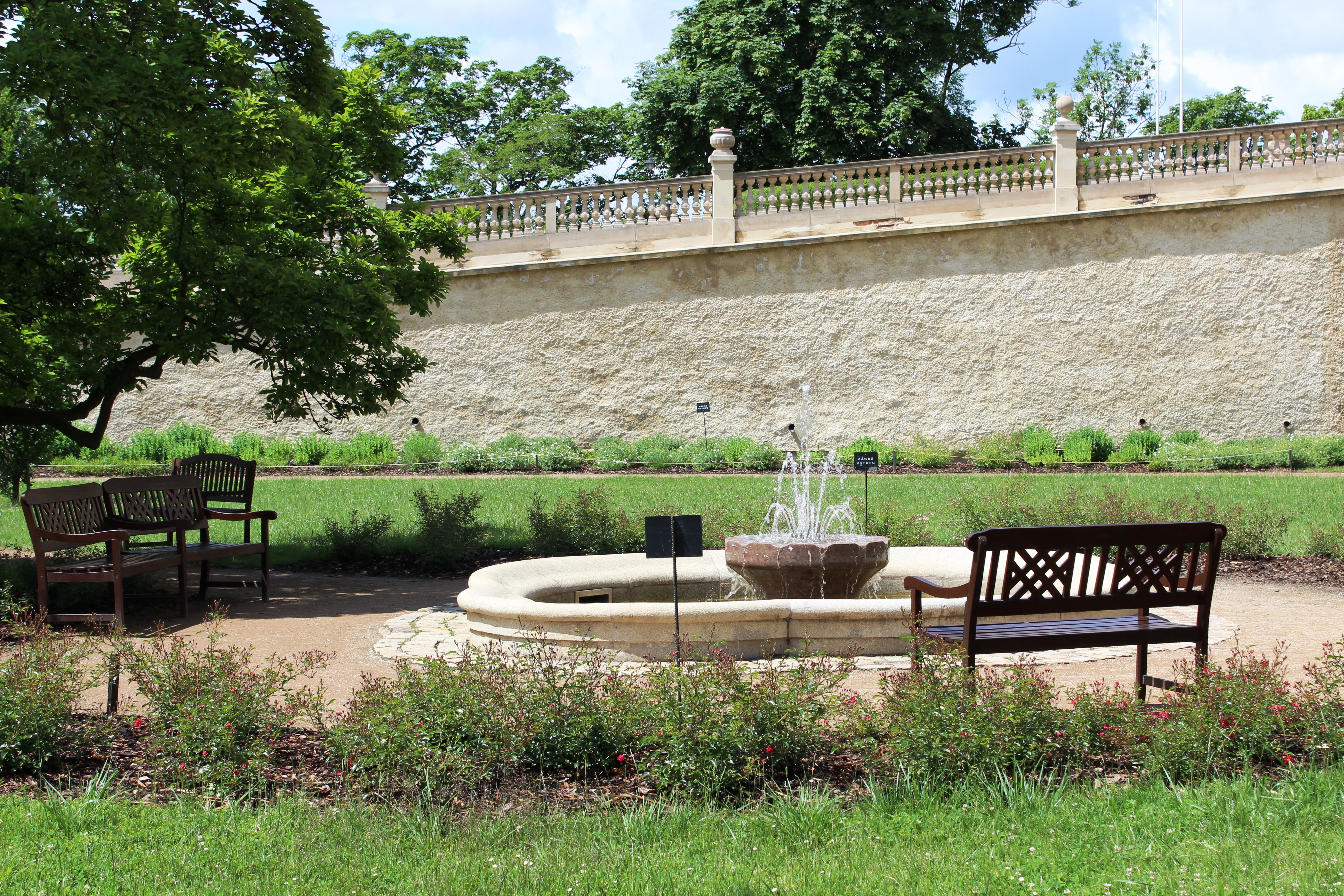
Zámecká zahrada
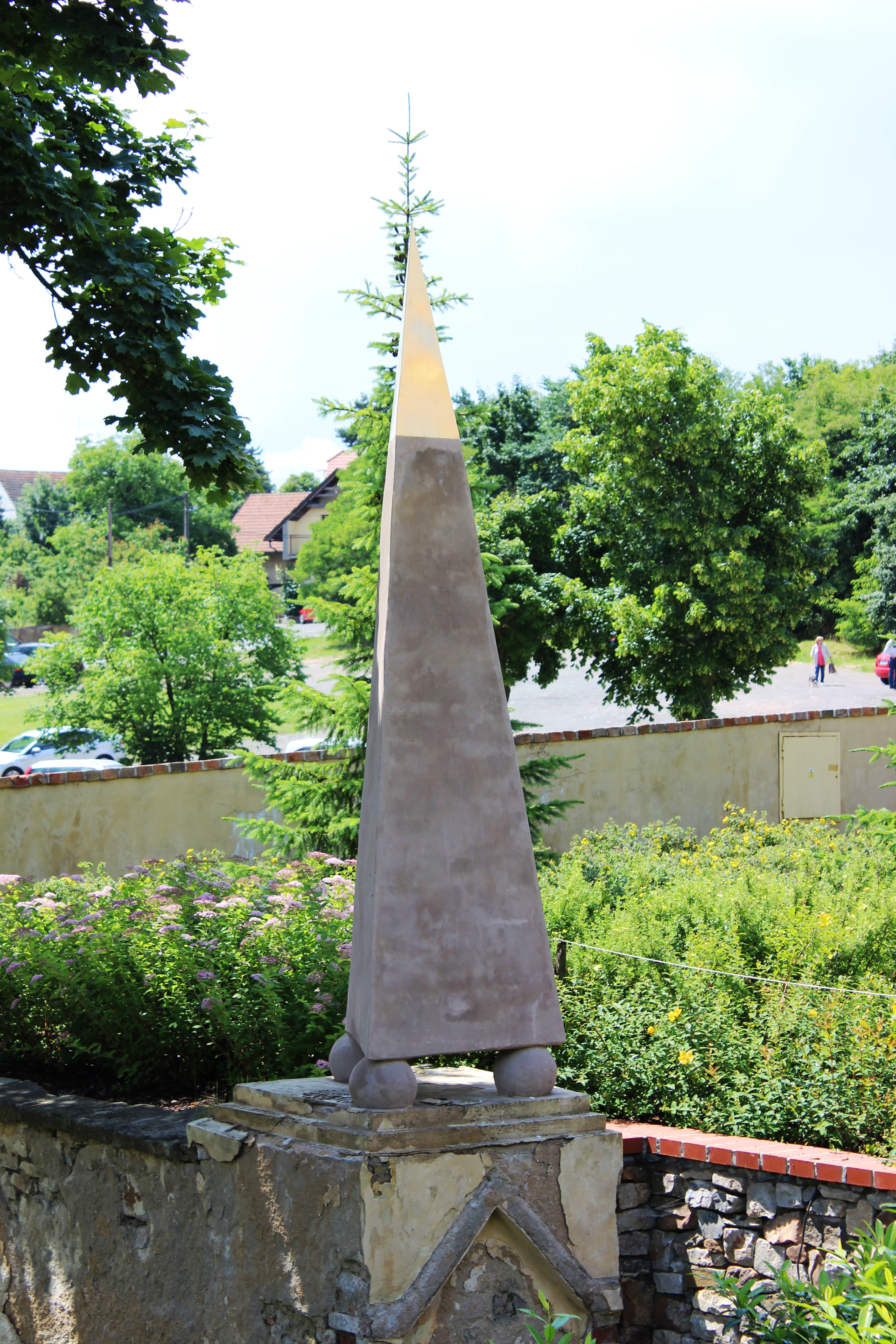
Obelisk v zámecké zahradě